# Affiliated with the Suffering
Affiliated with the Suffering è il secondo album in studio del gruppo musicale death metal norvegese Blood Red Throne, pubblicato dall'etichetta discografica Hammerheart Records nel 2001.

## Tracce
1. Unleashing Hell – 3:48
2. A Dream of Death – 3:46
3. Breeders Lament – 3:43
4. Mandatory Homicide / Death Inc. – 3:37
5. Razor Jack – 3:55
6. Chaos Rising! – 3:27
7. Gather the Dead – 3:51
8. Affiliated With the Suffering – 4:03
9. Malediction – 3:12

## Formazione
- Flemming Gluch – voce
- Espen Antonsen – batteria
- Tchort – chitarra
- Daniel Olaisen – chitarra
- Erlend Caspersen – basso